# Confine tra Germania e Svizzera
Il confine tra la Germania e la Svizzera descrive la frontiera tra la Germania e la Svizzera. Ha una lunghezza di 334 km e si snoda principalmente lungo il fiume Reno.

## Caratteristiche

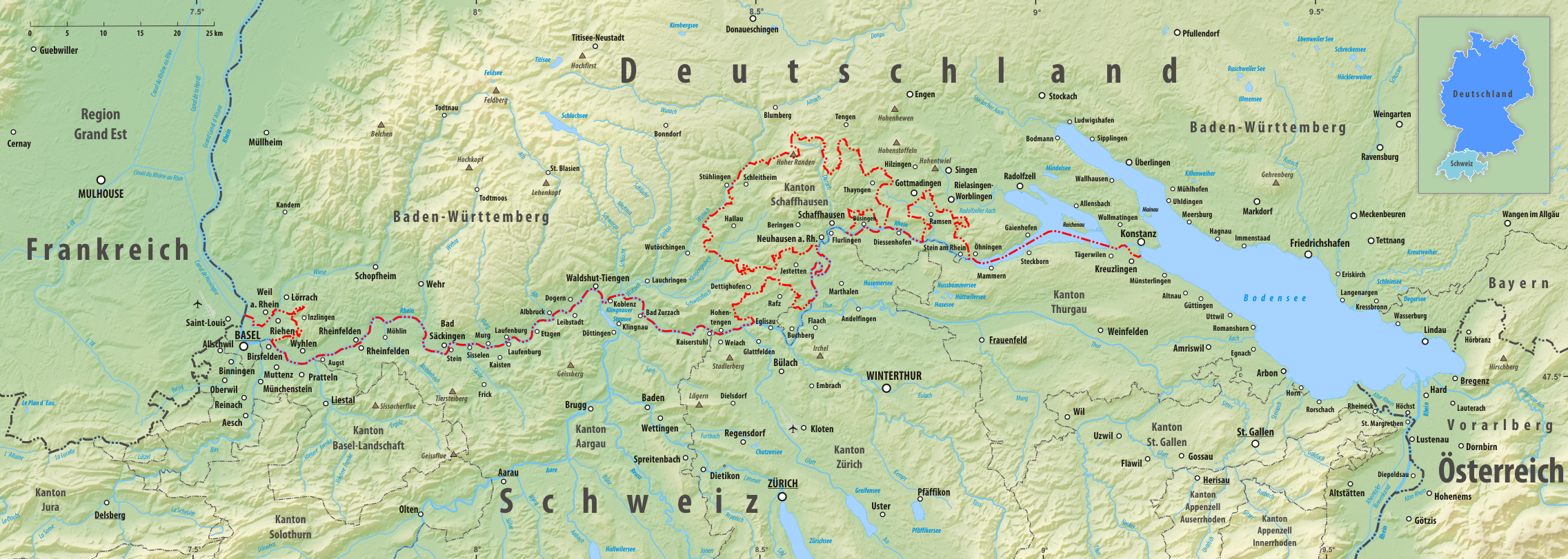
Il confine tra le due nazioni è segnato in rosso.

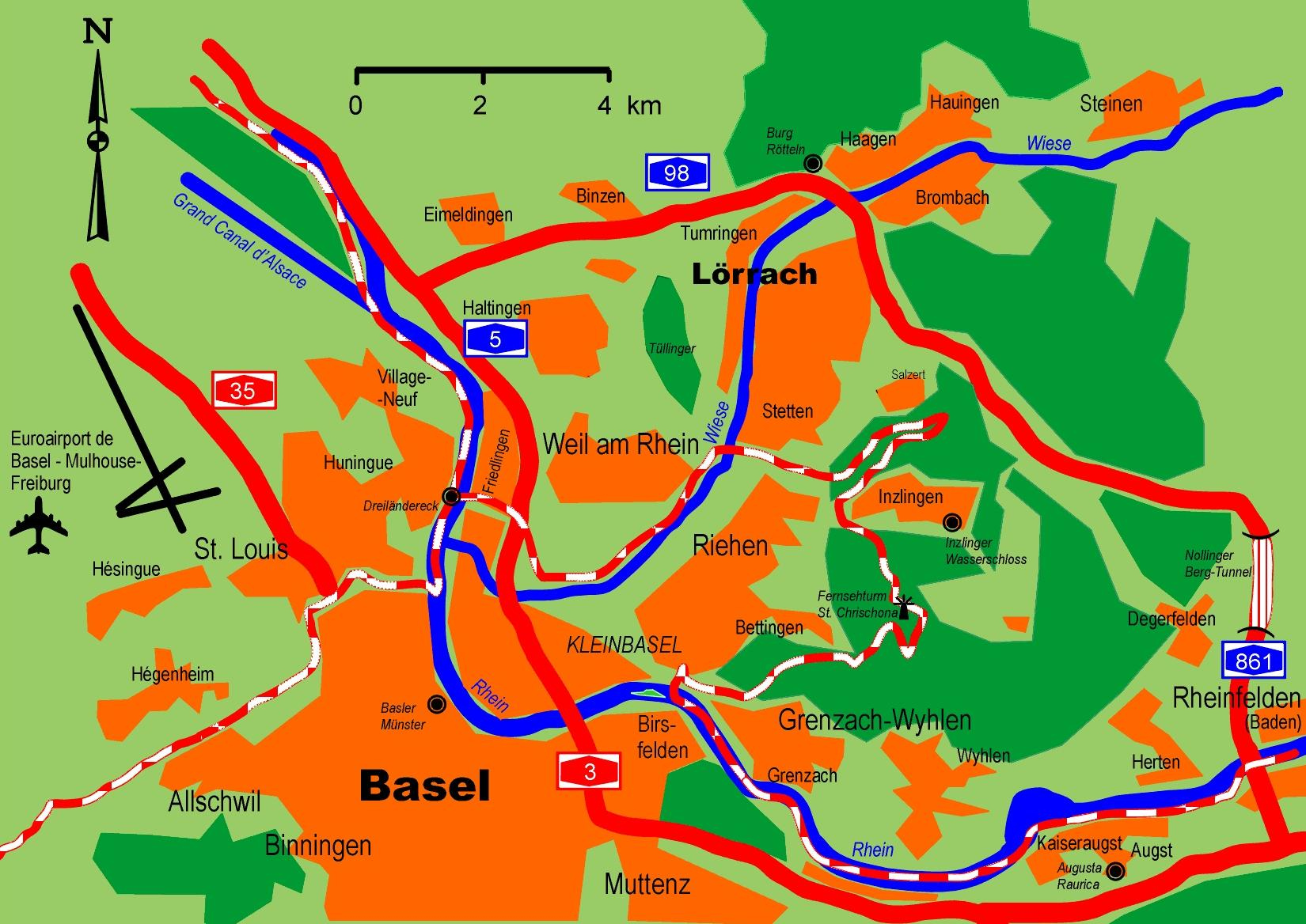
Cartina schematica della Triplice frontiera situata nei pressi di Basilea.

Il confine tra le due nazioni è composto di due parti:
- la parte principale segue una direzione generale da ovest verso est. Inizia alla triplice frontiera posta lungo il Reno dove si incontrano la Francia, la Germania e la Svizzera[1]. Il confine segue poi il corso del fiume con diverse eccezioni. Sono svizzeri i comuni di Riehen e di Bettingen anche se collocati sulla riva destra del fiume; così pure alcuni quartieri di Basilea sono sulla riva destra. Dopo il confine segue il fiume fino all'altezza di Hohentengen am Hochrhein; poi ingloba il Canton Sciaffusa collocato sulla destra del fiume. Ad Öhningen il confine riprende il corso del fiume e divide tra la Svizzera e la Germania il Lago di Costanza[2] fino ad arrivare alla triplice frontiera tra Austria, Germania e Svizzera collocata sul lago. Da notare che il confine all'interno del Lago di Costanza non è mai stato stabilito da un punto di vista del diritto internazionale. Si tratta dell'unico caso in Europa in cui i confini non sono mai stati fissati tra Stati vicini[3]
- la seconda parte contorna l'enclave tedesca di Büsingen am Hochrhein, situata ad est della città svizzera di Sciaffusa e sulla riva destra del Reno.